# Alan Watts
Alan Wilson Watts (1915. január 15. – 1973. november 16.) angol származású filozófus, író, a keleti filozófiák és életfelfogás Nyugaton való terjesztéséről vált híressé.

## Élete

### Fiatalkora
Középosztálybeli családba született Chislehurstben. Apja a Michelin gumigyár londoni irodájában volt megbízott, anyja a háztartást vezette otthon. Misszionárius anyai nagyapja révén erős vallási befolyás hatott rá egészen fiatal korától. Számos alkalommal töltött huzamosabb időt Franciaországban, ahol megismerkedett a buddhizmus iránt érdeklődő, epikureista Francis Croshaw-val. Watts úgy érezte, hogy döntenie kell a buddhizmus, illetve a kereszténység közt. Az előbbit választotta, majd Londonban belépett a Teozófiai Társulat által létrehozott helyi buddhista közösségbe. Az itt eltöltött évek alatt sajátította el a meditáció számos típusát. A canterburyi King’s Schoolban folytatta felsőoktatási tanulmányait, majd ösztöndíjat nyert az Oxfordi Egyetemre. Számos könyvet olvasott filozófia, történelem, pszichológia és keleti bölcsességek témában. Monica Furlong szerint Watts számos téren jeleskedett, így polihisztorként is lehet rá tekinteni. 21 évesen, 1936-ban részt vett a Londoni Egyetemen megtartott Vallások Világkongresszusán, ahol először találkozhatott az általa tisztelt Szuzuki Sunrjúval (鈴木 俊隆, nyugaton Shunryu Suzuki).

### Pályája
Watts az 1930-as években kezdett igazán érdeklődést mutatni a zen buddhizmus iránt. Első kötetét 1936-ban Spirit of Zen (A zen szelleme) címmel adta ki. Két évtizeddel később a Zen útja című könyvében kijelentette, hogy nem tartja nagyra ezt a művét, mert úgy gondolja, nem volt elég tudományos és csak a Szuzuki korábbi munkásságaiban leírtakat népszerűsítette.
1938-ban elvette Eleanor Everettet, akinek az anyja Ruth Fuller Everett egy New York-i zen buddhista körben mozgott. Innen ismerte meg mesterét, Szokei-an Szaszakit, aki később nem hivatalosan a tanítója lett. Ebben az évben Amerikába költözött feleségével, majd 1943-ban megkapta az állampolgárságot is.
A zen tréningjét abbahagyta Szaszakival, mert nem volt megelégedve a tanítási módszerével. Ezek után a Seabury-Western Theology Seminary nevezetű papneveldéhez csatlakozott, ahol keresztény iratokat tanulmányozott, a keresztény egyház történelméről és teológiáról tanult. 1945-ben episzkopális pap lett belőle, azonban mivel úgy gondolta, hogy az egész egyház túlságosan szabályokhoz kötött, és ezt nem tudta össze egyeztetni buddhista nézeteivel, 1950-ben kilépett.
1951-ben Kaliforniába költözött, ahol az Ázsiai Tanulmányok Amerikai Akadémiájához csatlakozott. 1951-től 1957-ig oktatott itt, illetve adminisztrátorként dolgozott az akadémiának. Munkatársa Haszegava Szaburó (1906–1957) bevezette a kínai kalligráfia, illetve a japán hagyományok világába.
1953-ban a Pacifica rádióállomáson heti rendszerességgel beszélgetéseket készített. Egészen 1962-ig futott a műsora, és a közel tíz év alatt számos hallgató megismerhette Wattsot. Olyannyira híres és kedvelt lett, hogy számos rádió még ma is közvetíti ezeket a felvételeket. 1957-ben jelent meg leghíresebb könyve, a Zen útja. A műben főleg filozófiailag és történelmileg közelíti meg a zent, illetve kínai és indiai filozófiák segítségével próbálja megértetni az olvasóval. Magas példányszámban kelt el, így is növelve Watts népszerűségét szerte a világon.[forrás?]
1958-ban Európába utazott, ahol Carl Jung pszichiáterrel és Karlfried Graf Dürckheim pszichoterapeutával is személyesen találkozott.
Miután visszatért az Egyesült Államokba, a KQED tévécsatorna számára felvett két évadot az Eastern Wisdom and Modern Life (1959–60) című műsorból.
1958-ban alkalma adódott kipróbálni a meszkalint Oscar Janiger egyetemi professzor kísérletei kapcsán. Később LSD-t fogyasztott többször is a Keith S. Ditman, Sterling Bunnell, Jr., Michael Agron által vezetett kísérletek keretein belül. A marihuánát is kipróbálta, amiről azt állította, hogy hasznos szer, mert az idő lelassulásának az érzetét kelti. Az 1960-as években írt műveiben gyakran említi ezeket az élményeit.

### Halála
1973 októberében visszatért Druid Heightsban lévő lakásába. Barátai aggodalmukat fejezték ki túlzott alkoholfogyasztása miatt. Bizonyos források szerint szívgyógyszeres kezelés alatt is állt. 1973. november 16-án álmában hunyt el szívelégtelenségben. Testét elhamvasztották, hamvait szétszórták Druid Heights és a Green Gulch-kolostor közelében.

## Művei
- The Wisdom of Insecurity (1951)
  - A bizonytalanság bölcsessége; fordította: Magyar László András; Édesvíz, Budapest, 1999
  - A bizonytalanság bölcsessége. Üzenet szorongással teli korunknak; fordította: Magyar László András; Ursus Libris, Budapest, 2022
- Myth and Ritual in Christianity (1953)
  - Mítosz és rítus a kereszténységben, fordította: Umenhoffer István; Polaris, Budapest, 2020
- The Way of Zen (1957)
  - A zen útja; fordította: Kepes János; Polgár, Budapest, 1997
- Tao: The Watercourse Way, with Chungliang Al Huang, Pantheon (1975)
  - Tao: az áramlás útja; közrem. Al Chung-liang Huang, fordította:, előszó Bakos József; Orient Press, Budapest, 1990
- UFO Quest: In Search of the Mystery Machines (1994)
  - Az ufo-kérdés. Rejtélyes égi járművek; fordította: Greguss Ferenc; Édesvíz, Budapest, 1996
- The Book: On the Taboo Against Knowing Who You Are (1996)
  - A könyv. Az önmagad megismerését tiltó taburól; fordította: Holló Imola Dalma; Cartaphilus, Budapest, 2004
- Out of Your Mind: Tricksters, Interdependence, and the Cosmic Game of Hide and Seek (2017)
  - Járj túl az eszeden! Csínytevők, kölcsönös függés, kozmikus bújócska; fordította: Kós Judit; Ursus Libris, Budapest, 2024

## Fordítás
- Ez a szócikk részben vagy egészben  az   Alan Watts  című angol Wikipédia-szócikk ezen változatának fordításán alapul.  Az eredeti cikk szerkesztőit annak laptörténete sorolja fel. Ez a jelzés csupán a megfogalmazás eredetét és a szerzői jogokat jelzi, nem szolgál a cikkben szereplő információk forrásmegjelöléseként.